# Reißkofel
Der Reißkofel ist mit einer Höhe von 2371 m ü. A. der höchste Berg der Reißkofelgruppe, die das Mittelstück der 120 km langen Gailtaler Alpen im westlichen Kärnten bildet.

## Geographie und Geologie
Das sehr schroffe Massiv umfasst etwa 30 km² und fällt nach allen Seiten steil ab. Der zentrale Bergstock besteht hauptsächlich aus Riffkalken und Dolomit. Seine aus Dolomit bestehende Nordflanke ist stark zerklüftet und weist zahlreiche Felssporne auf, die sich vom Hauptkamm bis zu 2 km weit und 1200 m tiefer in Richtung Drautal erstrecken. Die aus Kalk bestehende, zum Gailtal blickende Südseite (siehe Bild) ist kaum weniger steil, aber gleichmäßiger geneigt; unterhalb ihrer Felsen ziehen sich lange Schutt- und Blockhalden talwärts.

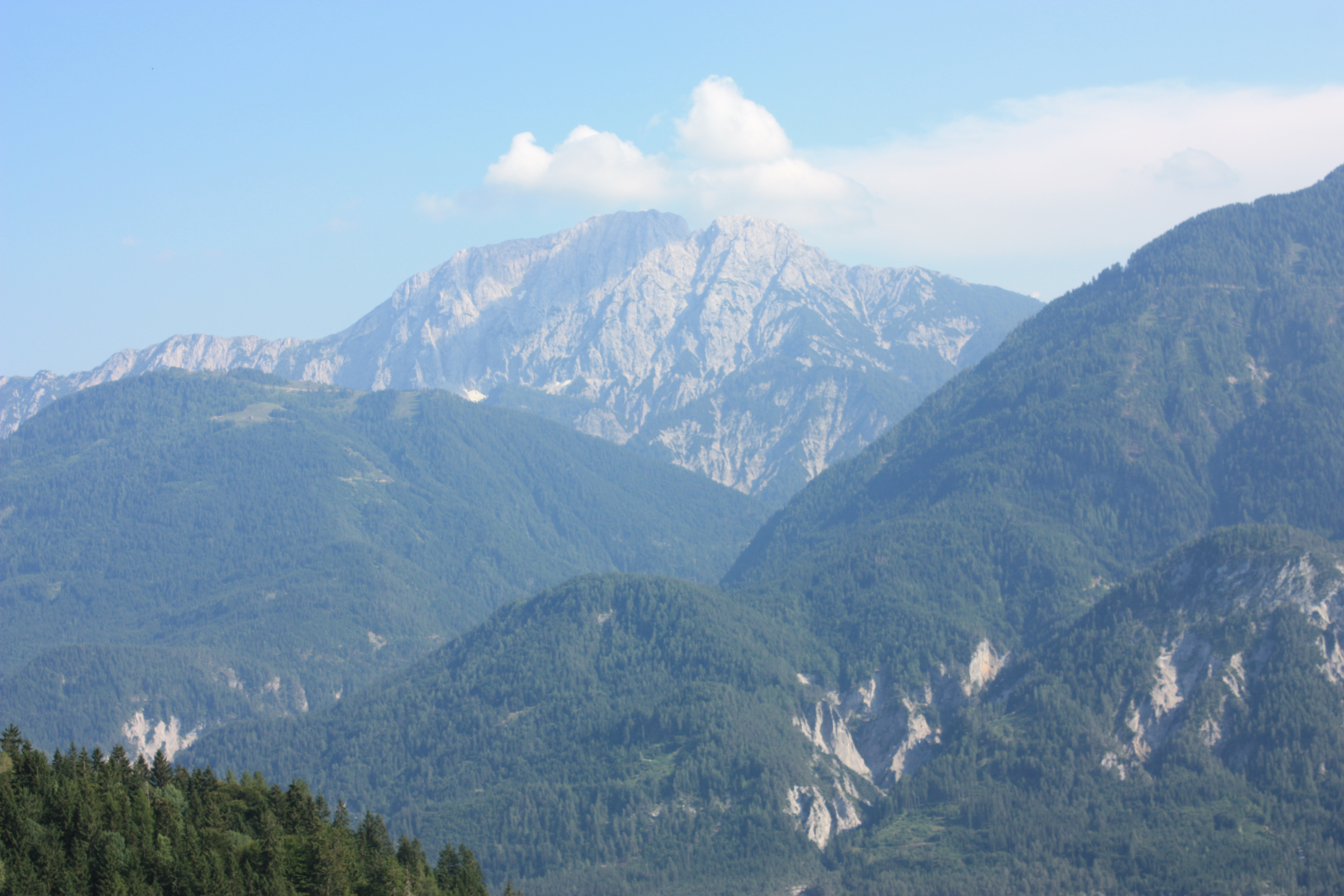
Reißkofel von Nordnordwesten (Dellach im Drautal)
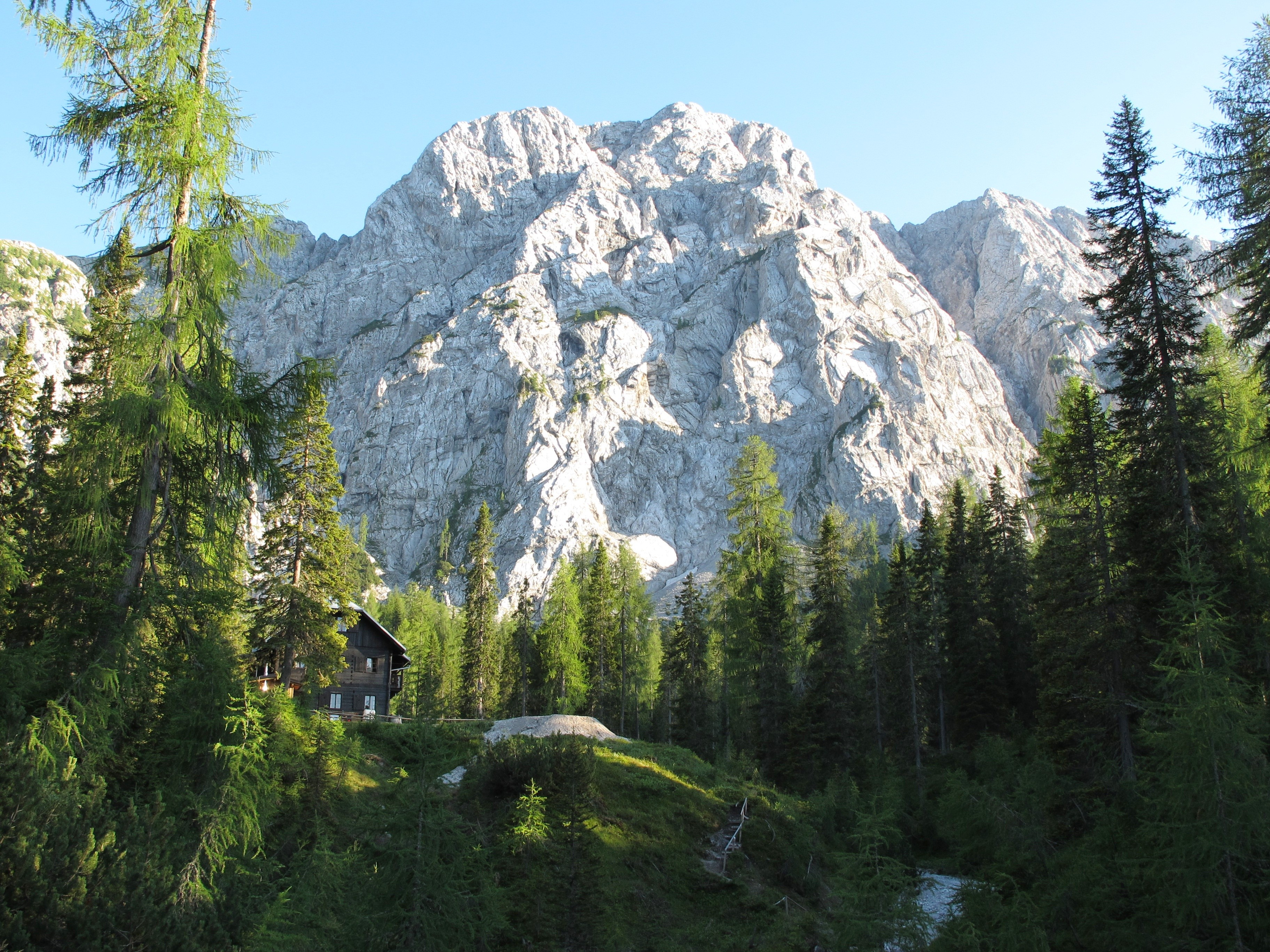
Reißkofel von Nordosten mit der Comptonhütte, der scheinbar niedrigere Hauptgipfel ist rechts
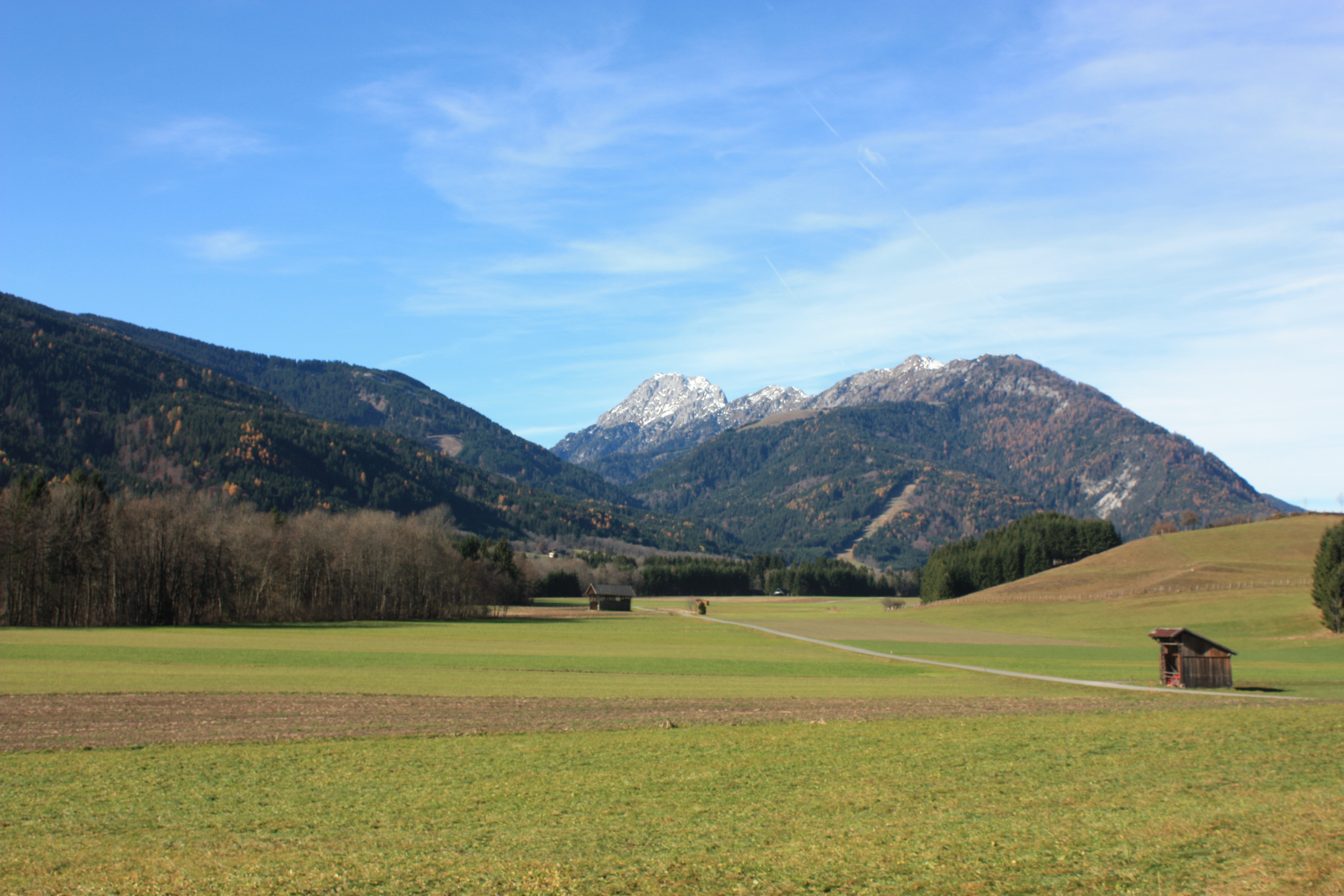
Reißkofel von Osten (Gitschtal)

## Touristische Nutzung
Der Aufstieg ist auf drei Routen möglich: 
1. Von Norden (Greifenburg oder Berg im Drautal) über die Comptonhütte (1585 m) und den Padiaursteig zum Törl (2019 m) am Kleinen Reißkofel, dann den Grat hinauf zum Gipfelkreuz
2. Von Süden (Reisach oder Treßdorf im Gailtal) über die Wurzen- bzw. Jochalm und steil hinauf zum Alplspitz und den Südgrat
3. Von Osten oder Westen über den Gailtaler Höhenweg und den Julius Kugy Alpine Trail[1][2] den Hauptkamm entlang: Westlich über die Jauken (2275 m), östlich über den Sattelnock (2033 m).

An der Westflanke gibt es auf 1800 m die Reißkofel-Biwakschachtel. Sie ist vom Gipfel in 1 bis 1,5 Stunden zu erreichen, vom Jaukensattel in der halben Zeit.

## Geschichte
Das starke Erdbeben im Winter 1348 löste auf der Südwand – ebenso wie beim Dobratsch – einen großen Bergsturz aus. Seine Spuren sind noch an Felssturzmassen im Gailtal und an einigen Blockhalden zu erkennen.